# Tsaghkasar
Tsaghkasar (in armeno Ծաղկասար?, in passato Verkhniy Pirtikan, Verin Pirtikan e Pirtikyan) è un comune dell'Armenia di 112 abitanti (2001) della provincia di Aragatsotn.
La cittadina possiede un santuario dedicato all'apostolo Giuda.